# District de Bole
Le district de Bole est l’un des 20 districts de la Région du Nord (Ghana).